# 유령을 잡아라
《유령을 잡아라》는 2019년 10월 21일부터 2019년 12월 10일까지 tvN에서 방송된 tvN 월화 드라마이다.

## 줄거리
특별한 공간지각능력과 과도한 정의감으로 사건을 해결하지만 행동이 앞서는 탓에 문제를 몰고 다니는 신참형사와 공무원의 안정감을 중시하는 탓에 사건을 피해 다니지만 결국 그 형사로 인해서 증거를 찾지만 정직3개월을 받게되는 왕수리 지하철 경찰대 소속 반장이 '지하철 유령'으로 불리는 연쇄살인마를 잡기 위해 사건을 해결해가는 상극콤비 밀착수사기.

## 등장 인물

### 주요 인물
- 문근영 : 유령/유진 역 - 29세. 왕수리 지하철경찰대 신참 형사. 훗날 지석의 연인/유령의 쌍둥이 여동생. 2급. 자폐의 특성상, 상대의 감정은 느끼지만 소통은 하지 못함. 지하철에서 실종
- 김선호 : 고지석 역 - 33세. 왕수리 지하철 경찰대 수사 1반 반장. 마리의 옛 연인. 훗날 유령의 연인.

### 광역수사대
- 정유진 : 하마리 역 - 33세. 수사 1반 팀장
- 기도훈 : 김우혁 역 - 31세. 수사 1반 형사

### 왕수리 지하철 경찰대
- 조재윤 : 이만진 역 - 45세. 17년 차 형사
- 안승균 : 강수호 역 - 28세. 1년 차 형사

### 당산 지하철 경찰대
- 이준혁 : 공반장 역 - 43세. 13년 차 형사. 수사 3반 반장→차후, 왕수리 지하철 경찰대 수사 2반 반장으로 전출

### 서운지방 경찰청
- 송옥숙 : 김형자 역 - 56세. 경찰청장. 하마리 엄마
- 안상우 : 전원출 역 - 56세. 홍보담당관

### 정신건강병원
- 남기애 : 한애심 역 - 59세. 지석의 엄마. 치매로 인해 열일곱 소녀로 돌아가 있다
- 김정영 : 최경희 역 - 63세. 애심의 간병인. 이준과 철진의 엄마
- 송상은 : 박미현 역 - 29세. 치매 요양 병원 간호사. 유령의 단짝 친구

### 그 외 인물
- 유형관 : 왕수리 역장 역
- 이태형
- 정이랑
- 정서하 : BJ 아보카도 역
- 나도율 : 박정훈 역 - 빵집 자폐아들
- 최우리 : 빨간구두 역 - 빵집 자폐아들 정훈 납치범
- 이세희 : 마돈나 역 - 강수호의 채팅녀
- 박지연 : 최미라 역 - 전 지하철경찰대 형사
- 김건우 : 한태웅 역 (실명 김이준) - 메뚜기떼 소매치기의 행동대장. 지하철 연쇄살인사건의 진범
- 이홍내 : 구동만 역 - 메뚜기떼 일원
- 이재우 : 김형수 역 - 메뚜기떼 일원. 해리성 정체 장애
- 정평 : 김철진 역
- 하이석: 마약운반상 역
- 우정원
- 최민철
- 민경진
- 에디
- 윤관우
- 한지상
- 김모범
- 박원호 : 찌라시 역
- 마성민 : 과도 역 - 과도르 든 부축빼기

### 특별출연
- 김나희
- 정민성 : 배쓰 역 - 악덕사채업자. 굿바이캐시
- 양현민 : 금식 역 - 굿바이캐시 금시계
- 박호산 : 최도철 역
- 오대환 : 김원태 역 - 스타 격투기 선수
- 백서이 : 마혜진 역 - 김원태 약혼녀

## 촬영지
- 서강대교
- 왕십리역 - 왕수리역
- 갤러리카페 모차르트
- 동작대교
- 장장
- 뚜스뚜스 선유점
- 또아식빵 부평역점
- 동호대교
- 신설동 유령역
- 인천역 무선부두
- 전곡리 선사유적지
- 원효대교
- 삼각백빈건널목
- 재인폭포

## 시청률
최저 시청률과 최고 시청률은 시청률 조사회사와 지역별로 시청률에 차이가 있을 수 있습니다.
| 2019년      | 2019년      | 2019년         | 2019년       |
| 회차        | 방송일      | AGB 시청률     | AGB 시청률   |
| 회차        | 방송일      | 대한민국(전국) | 서울(수도권) |
| ----------- | ----------- | -------------- | ------------ |
| 제1회       | 10월 21일   | 4.148%         | 4.801%       |
| 제2회       | 10월 22일   | 3.694%         | 3.918%       |
| 제3회       | 10월 28일   | 3.000%         | 3.077%       |
| 제4회       | 10월 29일   | 3.362%         | 3.817%       |
| 제5회       | 11월 4일    | 3.001%         | 3.225%       |
| 제6회       | 11월 5일    | 2.438%         | 2.582%       |
| 제7회       | 11월 11일   | 2.712%         | 3.161%       |
| 제8회       | 11월 12일   | 2.942%         | 3.109%       |
| 제9회       | 11월 18일   | 2.424%         | 2.617%       |
| 제10회      | 11월 19일   | 2.431%         | 2.388%       |
| 제11회      | 11월 25일   | 2.240%         | 2.610%       |
| 제12회      | 11월 26일   | 2.755%         | 3.279%       |
| 제13회      | 12월 2일    | 2.790%         | 3.262%       |
| 제14회      | 12월 3일    | 2.935%         | 2.767%       |
| 제15회      | 12월 9일    | 2.598%         | 2.775%       |
| 제16회      | 12월 10일   | 2.671%         | 2.893%       |
| 평균 시청률 | 평균 시청률 | 2.884%         | 3.143%       |

## 참고 사항
- 이 화면은 레터박스로 구성되었다.

## 같이 보기
- 대한민국의 텔레비전 드라마 목록 (ㅇ)
- 2019년 대한민국의 텔레비전 드라마 목록